# 蒲谷良充
蒲谷 良充（かばや よしみつ、1952年8月26日 - ）は、高校野球指導者。群馬県出身。群馬県立富岡高等学校、立教大学法学部卒。
高校、大学と野球選手として活躍。特に、立教大学時代は四番打者として江川卓投手と対戦するなど東京六大学リーグで活躍する。卒業後は、社会人野球の大丸（京都市）に所属し小林繁投手らとともに活躍した。
その後、地元群馬県内の高校野球指導者として、高崎北高校、藤岡高校、富岡高校の監督をつとめる。富岡高校監督在任中には、21世紀枠の群馬県候補校に選出された。また、大学野球で活躍する多くの選手を育成した。打者出身であるが、横浜DeNAの小林太志投手などの好投手も育てている。
高崎市立高崎経済大学附属高等学校野球部監督をつとめたのち、2013年3月定年退職。
2013年7月、群馬県高等学校野球連盟より育成功労賞を受賞。
2014年4月、立教大学野球部助監督に就任。